# تيرينس تيلر
تيرينس تيلر (بالإنجليزية: Terence Tiller)‏ (و. 1916 – 1987 م) هو شاعر من المملكة المتحدة، والمملكة المتحدة لبريطانيا العظمى وأيرلندا، ولد في ترورو، توفي عن عمر يناهز 71 عاماً.

## جوائز
حصل على جوائز منها:

جائزة تشلمندلي ‏

## روابط خارجية
- تيرينس تيلر على موقع الموسوعة البريطانية (الإنجليزية)